# Насиров, Ялчин Джангасан оглы
Ялчин Джангасан оглы Насиров (азерб. Yalçın Canhəsən oğlu Nəsirov; 23 января 1976 — 24 марта 1995) — военнослужащий Вооружённых сил Республики Азербайджан, Национальный Герой Азербайджана (1995).

## Биография
Родился Ялчин Насиров 23 января 1976 года в селе Сарак, ныне Астаринского района, Азербайджанской ССР. В 1982 году он поступил на обучение в первый класс сельской школы, а в 1992 году завершил обучение в десятом классе. После окончания средней школы он в Астаринском районе прошёл обучение на получение профессионального водительского удостоверения. Был призван в Национальную армию 19 апреля 1994 года Астаринским районным военным комиссариатом.
В составе внутренних войск он проходит военную подготовку в Локбатане в течение 2 месяцев, затем продолжает службу в Тертерском и Шамахинском районах. Ялчин своевременно выполнял поручения командиров, был дисциплинированным и отважным солдатом Национальной армии.
13-17 марта 1995 год принимал участие в подавлении и нейтрализации незаконных формирований, бывших членов отряда полиции особого назначения, действующих с целью Государственного переворота в Азербайджанской Республики. В ходе противостояния с мятежниками в городе Баку в ночь с 17 на 18 марта получил тяжёлые ранения, потерял много крови. Был доставлен в Сабунчинскую районную больницу, находился в крайне тяжёлом критическом состоянии. 24 марта 1995 года Ялчин Насиров умер от последствий тяжёлых ранений.
Ялчин был не женат.

## Память
Указом Президента Азербайджанской Республики № 307 от 4 апреля 1995 года Ялчину Джангасан оглы Насирову было присвоено звание Национального Героя Азербайджана (посмертно).
Похоронен в родном селе Сарак Астаринского района Республики Азербайджан.
- Саракская сельская средняя школа носит имя Национального Героя Азербайджана.
- В Саду героев Астаринского района Ялчину Насирову установлен и открыт бюст[5].